# Бой при Акаюасу
Бой при Акаюасу (порт. Acayuazú) произошёл 18 июля 1868 года возле Редукто-Кора между союзными войсками и парагвайской армией во время Парагвайской войны. Несмотря на численное превосходство противника, парагвайцы победили союзников.

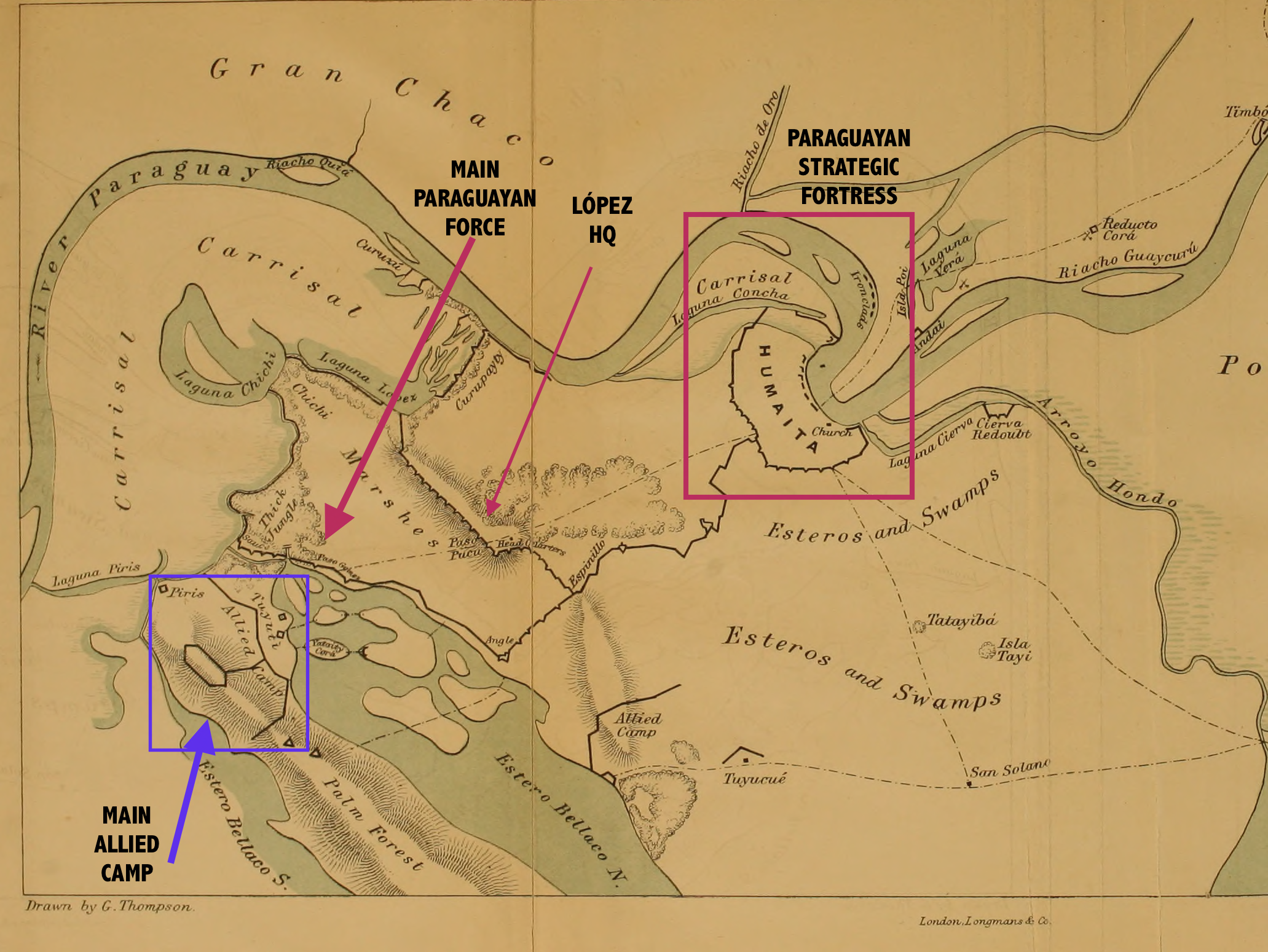
ТВД. Редукто-Кора и Тимбо в правом верхнем углу карты.

На западном берегу реки Парагвай полковник Бернардино Кабальеро построил линию крошечных редутов между фортом Тимбо и участком между позициями войск на полпути к Андаи, занятом союзниками. На этой последней позиции, которую парагвайцы называли Редукто-Кора, полковник разместил батальон пехоты (500 пеших кавалеристов) который совершал почти ежедневные набеги на союзников.
Аргентинскому генералу Игнасио Ривасу, отвечавшему за этот боевой участок, надоели постоянные провокации противника, и он приказал одному аргентинскому батальону, сорока или пятидесяти стрелкам и двум бразильским батальонам наступать на парагвайцев и отбросить их назад к Тимбо.
Со своей стороны, полковник Кабальеро предложил устроить ловушку союзным войскам. С этой целью он приказал, чтобы капитан Мелитон Табоада со своими бойцами спрятаться на холме рядом с дорогой, по которой будут двигаться союзники. Увидев союзников, парагвайцы должны вступить в перестрелку, а затем имитировать бегство, подводя противника к редуту.
Утром 18 июля три батальона союзников (один аргентинский и два бразильских), не разведав сил противника, выдвинулись вперед двумя параллельными колоннами с целью захватить Редукто-Кора. Парагвайцы вступили в перестрелку с шедшим впереди аргентинским батальоном, а затем отступили, как и планировалось.
Аргентинцы продвинулись вперед и оказались в пределах досягаемости артиллерии редута, которая внезапно открыла огонь. Бразильцы, шедшие позади и также попавшие под обстрел, бежали. Оставшиеся в одиночестве аргентинцы были окружены перегруппировавшимися парагвайцами и после отказа сложить оружие пали в бою вместе со своим командиром полковником Мигелем Мартинесом де Осом. Всего погибло 400 аргентинских солдат.
Парагвайцы преследовали части противника до окраины Андаи, где генерал Ривас заручился поддержкой еще двух батальонов и после упорного боя сумел отбросить Кабальеро.